# Ентоні Вулф
Ентоні Вулф (англ. Anthony Wolfe; нар. 23 грудня 1983, Манзанілья, Тринідад і Тобаго) — тринідадський футболіст, нападник «Черчілл Бразерс» з І-Ліги.

## Клубна кар'єра
Закінчив Державну школу Манзільї на Тринідаді. Вихованець клубу «Норт-Іст Старз». Більшу частину кар'єру Вулф провели саме за рідну команду. У 2003-2004 роках форвард допомагав їй ставати чемпіоном країни і завойовувати національний кубок. За підсумками сезону 2004 році Ентоні з 16 м'ячами став найкращим бомбардиром тринідадської першості. На батьківщині футболіст також виступав за клуби «Сан-Хуан Джаблоті», «Ма Пау» та «Сентрал». У 2007 році форвард перейшов в «Атланту Сілвербекс», проте закріпитися в США у нього не вдалося. У Штатах зіграв 3 матчі та відзначився 1 голом.
У 2013-2017 роках з перервами Вулф виступав в Індії. У 2014 році він допоміг клубу «Черчілл Бразерс» перемогти у кубку країни. Виступав за колектив четвертого дивізіону «Толлігандж Аграгамі».

## Кар'єра в збірній
За збірну Тринідаду і Тобаго Ентоні Вулф дебютував 29 січня 2003 року в товариському матчі проти збірної Фінляндії, який завершився поразкою тринідадців з рахунком 1:2. У 2005 році після тривалого періоду часу форвард був викликаний в національну команду на розіграш Золотого кубка КОНКАКАФ, проте в турнірі він не грав. У 2006 році Вулф увійшов в заявку трінідадцев на чемпіонаті світу в Німеччині. Востаннє футболіст зіграв за них в 2011 році. Загалом же Вулф провів за збірну 36 матчів, в яких відзначився трьома голами.
Викликався до олімпійської збірної країни, яка виступала на Олімпіаді в Афінах

### Голи за збірну
Голи та результат збірної Тринідаду і Тобаго вказано першим.
| №  | Дата           | Місце                                                     | Суперник                         | Рахунок | Результат | Змагання    |
| -- | -------------- | --------------------------------------------------------- | -------------------------------- | ------- | --------- | ----------- |
| 1. | 17 липня 2008  | Марвін Лі Стедіум, Макоя, Тринідад і Тобаго               | Нідерландські Антильські острови | 2–0     | 2–0       | Товариський |
| 2. | 14 серпня 2008 | Роберт Ф. Кеннеді Меморіал Стедіум, Вашингтон, США        | Сальвадор                        | 2–1     | 3–1       | Товариський |
| 3. | 8 жовтня 2008  | Хейслі Кроуфорд Стедіум, Порт-оф-Спейн, Тринідад і Тобаго | Домініканська Республіка         | 8–0     | 9–0       | Товариський |

## Досягнення

### Національні
- Про Ліга ТТ
  -  Чемпіон (1): 2004

- Кубок Тринідаду і Тобаго
  -  Володар (1): 2003

- Кубок Індії
  -  Володар (1): 2013/14

### Особисті
- Найкращий бомбардир Про Ліги ТТ (1): 2004 (16 голів)